# Culturismul în România
În România, în perioada 1965-1969, s-au pus bazele culturismului din punct de vedere teoretic și practic, organizatoric și competițional, anul 1966 marcând începutul unei noi etape în viața culturismului, când se organizează sub egida Federației Române de Haltere, primul campionat național la Craiova pentru juniori și la Cluj-Napoca pentru seniori, atunci pe categorii de înălțime.
La 24 martie 1970, Biroul Consiliului Național pentru Educație Fizică și Sport a hotărât ca Federația Română de Haltere să-și schimbe denumirea în Federația Română de Haltere și Culturism (F.R.H.C.), pe care a menținut-o până în 1989.

### Federația Română de Culturism
Anul 1990 marchează trecerea la cea de a doua etapă în care visul culturiștilor din România se realizează: crearea la 11 ianuarie a Federației Române de Culturism. Primul președinte al Federației Române de Culturism a fost ales în persoana inginerului Eugen Baldovinescu, iar profesorul Dănuț Enuță a fost ales în funcia de secretar general. Amândoi sunt membri fondatori ai federației .
Culturiștii români au reușit să obțină performanțe notabile și pe plan mondial, după cum urmează:
- Irina Nicoleta Muntean, multiplă Campioană Națională de senioare, multiplă Campioană Balcanică , câștigătoare a 14 medalii la Campionatele Mondiale și Europene de culturism, între care trei titluri de campioană mondială: în 1998, Alicante, cat. 52 kg, în 2002, Brno, cat. 57 kg, 2009 - Como cat. -55 kg, și trei titluri de Campioană Europeană: în 2003, Izmir- cat. + 57 kg și open, în 2005, Yalta - cat. -57 kg, în 2009 la Baia Mare masters;
- Florina Cernat, multipla Campioană Natională de junioare si senioare, triplă Campioană Mondială de culturism junioare: 2004 la Opava, 2005 la Budapesta și 2006 la Agrigento, iar în 2003 locul 3 la C.M. culturism junioare, Tenerife;
- Monica Mureșan Sas, multiplă Campioană Națională de senioare, câștigatoare a 8 medalii la Campionatele Mondiale și Europene de culturism, între care Campioană Mondială în 2003 - Spania, cat. +57 kg și open; Campioană Europeană 2000 la Malaga, cat. +57 kg ;
- Liana Pall, multiplă Campioană Naională la culturism junioare, Campioană Mondială (2009 - Polonia , 2010 - Turcia , 2011 - Spania) și Campioană Europeană la culturism junioare (2009 - Baia Mare, 2010 - Donețk, 2011 - Madrid) ;
- Laura Cupșa, multiplă campioană națională, Campioana Mondiala de fitness junioare 2010 Antalya: - 163 cm.+ open și Campioana Europeană de fitness junioare 2009 Baia Mare: -163 cm. + open ;
- Petru Ciorbă, multiplu Campion Național la juniori, seniori și masters, campion balcanic, a câștigat titlul mondial absolut (categoria grea și open) la C.M. de masters 2006 - Agrigento;
- Virgil Buruiană, multiplu Campion Național de juniori și seniori, fost campion mondial la juniori 1998 - Barcelona;
- Vasile Ardel, multiplu campion național de juniori și seniori, campion balcanic, campion european la seniori 1996 - Constanța cat. -65 kg;
- Florina Vișan, multiplă campioană națională și balcanică de culturism senioare, campioană europeană absolută (cat. -55 kg și open) în 2007 la Cacak, vicecampioană europeană la cat. -52 kg în 2004, Tavira;
- Ramona Arseni, campioana Europeană bodyfitness - 158 cm. și OPEN in 2015 Santa Sussanna - Spania;
- Stefania Bia, campioana națională de juniori si seniori , Vicecampioana Mondială in 2012 - Polonia si Vicecampioana Europeană 2013 - Spania la fitness bykini senioare cat. - 163 cm. ;
- Cristian Mihăilescu, multiplu Campion Național de seniori și masters, locul 3 la Campionatele Europene de seniori - 1996 - Constanța cat. - 75 kg , medaliat cu argint și bronz la C.M. de masters ;
- Vasile Crăciun, Brăila, multiplu Campion Național de seniori și masters, medaliat cu aur la C.E. de culturism (masters), Donețk, Ucraina, în 2010;
- Elena Oana Hreapca, Campioană Mondială NABBA, 2012 Vicecampioană Mondială WABBA Worlds Pairs, 2012, Campioană Europeană Championship WBPF, Kiev 2013 - Vicecampioană Wabba 2013.

Ca urmare a acestor rezultate o serie de sportivi si antrenori au primit titlurile de Maeștri și Antrenori Emeriți in Culturism și Fitness :
Maestri Emerit al Sportului
- Irina Muntean		- C.S.Redis -  Buftea		14 Medalii
- Monica Mureșan	        - C.S.M .-  Baia Mare		 8 Medalii
- Vasile Ardel		- C.S. Aurul - Baia Mare	 5 Medalii
- Florina Vișan		- C.S. Redis -  Buftea		 4 Medalii

cel puțin 3 medalii La C.E. Si C.M. – Seniori
Antrenori Emeriți
- Iosif Szabo		- C.s.m.-aurul - Baia Mare      - 1997		19 Medalii
- Dănuț Enuță		- C.s.s. 5 – Redis - Buc	- 1999		40 Medalii
- Cristian Mihăilescu      - C.s.farul  - Constanta	- 1999		16 Medalii
- Petru Ciorbă	        - C.s . C.f.r . -  Iasi		- 2007		 9 Medalii
- Monica Mureșan	        - C.s.gold Star – Baia Mare     - 2010  	11 Medalii
- Ioan Curtean		- C.s.s. Soimii –  Sibiu        - 2010		 8 Medalii
- Florian Dumitru          - C.s.teleorman - Alexandria    - 2013           6 Medalii
- Irina Nicoleta Muntean   - C.s.s. Nr. 5  - Bucuresti     - 2013           4 Medalii
- Felicia Purice Russ      - C.s.m.        - Iasi          - 2013          12 Medalii

## Arbitri
Au trecut testele IFBB următorii arbitrii :
Arbitrii internationali
- Dănuț Enuță		        - 1991  și  2006 – Arbitru Pro
- Eugen Baldovinescu 	        - 1992
- Mihail Kiss			- 1993
- Irina Muntean			- 2002
- Ovidiu Mezdrea			- 2005
- Monica Mureșan			- 2006
- Felicia Purice			- 2009
- Laurențiu Gherfaș 		- 2010
- Radu Pantea                       - 2011